# Авила, Сейбер
Сейбер Авила Сегура (исп. Ceiber Avila Segura; 26 мая 1989, Сан-Педро-де-Ураба, Колумбия) — колумбийский боксёр. Бронзовый призёр Панамериканских игр (2015). Чемпион Южноамериканских игр (2010). Серебряный призёр Южноамериканских игр (2018). Бронзовый призёр Южноамериканских игр (2014). Чемпион Игр Центральной Америки и Карибского бассейна (2018). Серебряный призёр Игры Центральной Америки и Карибского бассейна (2010, 2014). Чемпион Боливарианских игр (2009, 2013, 2017). Чемпион Колумбии (2008, 2018).

## Любительская карьера

### Чемпионат Колумбии 2008
Выступал в первой наилегчайшей весовой категории (до 48 кг). В четвертьфинале победил Хосе Луиса Родригеса. В полуфинале победил Габриэля Мендосу. В финале победил Анвара Саласа.

### Боливарианские игры 2009
Выступал в первой наилегчайшей весовой категории (до 48 кг). В полуфинале победил панамца Хильберто Педросу. В финале победил венесуэльца Эдуарда Бермудеса.

### Южноамериканские игры 2010
Выступал в наилегчайшей весовой категории (до 51 кг). В полуфинале победил перуанца Луиса Каичо. В финале победил бразильца Жулиан Нету.

### Игры Центральной Америки и Карибского бассейна 2010
Выступал в наилегчайшей весовой категории (до 51 кг). В 1/8 финала победил никарагуанца Марвина Солано. В четвертьфинале победил гватемальца Эдди Валенсуэлу. В полуфинале победил мексиканца Браулио Авилу. В финале проиграл пуэрториканцу Джонатану Гонсалесу.

### Чемпионат мира 2011
Выступал в первой наилегчайшей весовой категории (до 49 кг). В 1/16 финала победил аргентинца Хуниора Сарате. В 1/8 финала проиграл монголу Пурэвдоржийну Сэрдамбе.

### Панамериканские игры 2011
Выступал в первой наилегчайшей весовой категории (до 49 кг). В четвертьфинале проиграл мексиканцу Хоселито Веласкесу.

### Боливарианские игры 2013
Выступал в наилегчайшей весовой категории (до 52 кг). В четвертьфинале победил боливийца Херсона Коку. В полуфинале победил доминиканца Херардо Вальдеса. В финале победил венесуэльца Эдуарда Бермудеса.

### Южноамериканские игры 2014
Выступал в наилегчайшей весовой категории (до 52 кг). В полуфинале проиграл бразильцу Жулиану Нету.

### Игры Центральной Америки и Карибского бассейна 2014
Выступал в наилегчайшей весовой категории (до 52 кг). В четвертьфинале победил мексиканца Алама Де Ла Луса. В полуфинале победил пуэрториканца Хейвьера Синтрона. В финале проиграл кубинцу Йосвани Вейтии.

### Панамериканские игры 2015
Выступал в наилегчайшей весовой категории (до 52 кг). В четвертьфинале победил венесуэльца Эдуарда Бермудеса. В полуфинале проиграл кубинцу Йосвани Вейтии.

### Чемпионат мира 2015
Выступал в наилегчайшей весовой категории (до 52 кг). В 1/8 финала победил венесуэльца Йоэля Финоля. В четвертьфинале проиграл кубинцу Йосвани Вейтии.

### World Series of Boxing2016
Представлял команду «Puerto Rico Hurricanes». Выступал в наилегчайшей весовой категории (до 52 кг). 26 февраля 2016 года проиграл узбекистанцу Аброру Кодирову. 2 апреля 2016 года победил азербайджанца Магомеда Ибиева.

### Олимпийские игры 2016
Выступал в наилегчайшей весовой категории (до 52 кг). В 1/8 финала победил мексиканца Элиаса Эмигдио. В четвертьфинале проиграл россиянину Михаилу Алояну.

### World Series of Boxing2017
Представлял команду «Colombia Heroicos». 17 февраля 2017 года победил венесуэльца Франклина Гонсалеса. 17 марта победил аргентинца Рамона Кирогу. 21 апреля 2017 года проиграл кубинцу Фрэнку Сальдивару. 19 мая 2017 года победил итальянца Джанмарко Серру.

### Чемпионат мира 2017
Выступал в наилегчайшей весовой категории (до 52 кг). В 1/8 финала победил англичанина Ниалла Фаррелла. В четвертьфинале проиграл узбекистанцу Жасурбеку Латипову.

### Боливарианские игры 2017
Выступал в наилегчайшей весовой категории (до 52 кг). В четвертьфинале победил доминиканца Родриго Марте. В полуфинале победил перуанца Диего Таранту. В финале победил эквадорца Жана Кайседо.

### World Series of Boxing2018
Представлял команду «Colombia Heroicos». 16 февраля 2018 года победил венесуэльца Карлоса Мухику. 1 марта 2018 года победил узбекистанца Худойназара Файзова. 13 апреля 2018 года победил кубинца Бигноте Арнолиса Тейлора.

### Чемпионат Колумбии 2018
Выступал в наилегчайшей весовой категории (до 52 кг). В финале победил Йохана Варгаса.

### Южноамериканские игры 2018
Выступал в наилегчайшей весовой категории (до 52 кг). В четвертьфинале победил эквадорца Роберто Гесту. В полуфинале победил венесуэльца Карлоса Мухику. В финале проиграл перуанцу Роджеру Ривере.

### Игры Центральной Америки и Карибского бассейна 2018
Выступал в наилегчайшей весовой категории (до 52 кг). В полуфинале победил мексиканца Мигеля Капилью. В финале победил доминиканца Родриго Марте.

### Панамериканские игры 2019
Выступал в полулёгкой весовой категории (до 56 кг). В четвертьфинале проиграл кубинцу Освелю Давиду Кабальеро Гарсии.

### Чемпионат мира 2019
Выступал в полулёгкой весовой категории (до 57 кг). В 1/32 финала победил француза Самуэля Кистохарри. В 1/16 финала проиграл ирландцу Курту Уолкеру.

### Олимпийские игры 2020
Выступал в полулёгкой весовой категории (до 57 кг). В 1/16 финала победил Мохаммеда Аль-Вади из Иордании. В 1/8 финала победил замбийца Эверисто Муленгу. В четвертьфинале проиграл ганцу Сэмюэлу Такьи.

## Титулы и достижения
- 2008  Чемпион Колумбии в 1-м наилегчайшем весе (до 48 кг).
- 2009  Чемпион Боливарианских игр в 1-м наилегчайшем весе (до 48 кг).
- 2010  Чемпион Южноамериканских игр в наилегчайшем весе (до 51 кг).
- 2010  Серебряный призёр Игр Центральной Америки и Карибского бассейна в наилегчайшем весе (до 51 кг).
- 2013  Чемпион Боливарианских игр в наилегчайшем весе (до 52 кг).
- 2014  Бронзовый призёр Южноамериканских игр в наилегчайшем весе (до 52 кг).
- 2014  Серебряный призёр Игр Центральной Америки и Карибского бассейна в наилегчайшем весе (до 52 кг).
- 2015  Бронзовый призёр Панамериканскх игр в наилегчайшем весе (до 52 кг).
- 2017  Чемпион Боливарианских игр в наилегчайшем весе (до 52 кг).
- 2018  Чемпион Колумбии в наилегчайшем весе (до 52 кг).
- 2018  Серебряный призёр Южноамериканских игр в наилегчайшем весе (до 52 кг).
- 2018  Чемпион Игр Центральной Америки и Карибского бассейна в наилегчайшем весе (до 52 кг).